# Bielorrússia nos Jogos Olímpicos de Verão de 2020
A Bielorrússia esteve representada nos Jogos Olímpicos de Verão de 2020 por um total de 105 desportistas que competiram em 17 desportos. O responsável pela equipa olímpica é o Comité Olímpico Nacional da Bielorrússia, bem como as federações desportivas nacionais da cada desporto com participação.
Os portadores da bandeira na cerimónia de abertura foram o nadador Mikita Tsmyh e a atleta Hanna Marusava.

## Medalhistas
A equipa olímpica da Bielorrússia obteve as seguintes medalhas:
| Nome                                                                  | Desporto               | Competição        |
| --------------------------------------------------------------------- | ---------------------- | ----------------- |
| Ouro                                                                  |                        |                   |
| Ivan Litvinovich                                                      | Ginástica em trampolin | Individual M      |
| Prata                                                                 |                        |                   |
| Mahamedkhabib Kadzimahamedau                                          | Luta livre             | 74 kg M           |
| Iryna Kurachkina                                                      | Luta livre             | 57 kg F           |
| Marharyta Makhneva Nadzeya Liapeshka Volha Judzenka Marina Litvinchuk | Canoagem               | K4 500 m F        |
| Bronze                                                                |                        |                   |
| Maxim Nedasekau                                                       | Atletismo              | Salto em altura M |
| Alina Harnasko                                                        | Ginástica rítmica      | Individual F      |
| Vanesa Kaladzinskaya                                                  | Luta livre             | 53 kg F           |